# Адамов стил
Адамов стил (енгл. Adam style, Adamesque) је варијанта раног неокласицистичког стила у архитектури, декорацији ентеријера и дизајну намештаја коју су крајем седме деценије XVIII века развили шкотски архитекта Роберт Адам (1728–1792) и његова браћа Џон (1721–1792) и Џејмс (1732–1794).
Адамов стил, који је настао на основама енглеског паладијанског неокласицизма, представља слободнију интерпретацију класичне архитектуре. Значајну улогу у његовом формирању имала су археолошка истраживања и боље познавање античке архитектуре, као и декорација италијанске ренесансе и утицај савремене француске архитектуре.,
Најпотпунији израз Адамов стил је нашао у декорацији ентеријера. Репертоар декоративних елемената овог стила инспирисан је античком римском архитектуром и сликарством Помпеја, али садржи и елементе неоготике, као и мотиве преузете из египатске и етрурске уметности; његова препознатљива обележја су: декоративни мотиви преузети из римске уметности (медаљони, вазе, урне, лозице, сфинге, грифони, аморети), сликани или изведени у штуку, расути по великим, равним површинама зида; гротеске, плитки пиластри, сликане траке, гирланде и драперије и сложени колорит.
Крајем девете деценије XVIII века Адамов стил у Енглеској потискују струјања блиска ампиру.
Захваљујући тротомној илустрованој публикацији The Works in Architecture of Robert and James Adam (Архитектонска дела Роберта и Џејмса Адама; први том 1773, други том 1779; трећи том је постхумно објављен 1822. године) декоративни репертоар Адамовог стила постао је познат широм Европе.
Шкотски архитекта Чарлс Камерон (1743–1812) уводи елементе овог стила у руску архитектуру (летња резиденција царице Катарине II у Царском Селу). Под утицајем Адамовог стила у САД се развио тзв. федерални стил (око 1780 – око 1830).

## Најзначајнија дела
- Остерли Парк, Мидлсекс, 1761–1780.
- Латон Ху, Бедфордшир, 1766–1775.
- Аделфи, Лондон – куће у низу уз Темзу, 1768–1772.
- кућа Воткина Вилијамс-Вина, Лондон, 1772–1774.
- кућа грофице од Хома (у којој је данас смештен Институт Кортолд, 1775–1777.
- резиденција грофа од Дербија у Лондону, 1777–1778, уништена 1862.

## Галерија
- Остерли Парк, Мидлсекс (1761–1780)
- Остерли парк, ентеријер
- Латон Ху, Бедфордшир (1766–1775), северна и јужна фасада
- Аделфи, Лондон – куће у низу уз Темзу, 1768–1772.
- Ентеријер резиденције грофа од Дербија у Лондону, 1777–1778.
- Таваница у етрурском стилу у резиденцији грофа од Дербија у Лондону
- Кућа грофице од Хома (у којој је данас смештен Институт Кортолд), 1775–1777.
- Ентеријер куће грофице од Хома, 1775–1777
- Роберт Адам, ормарић за књиге